# Kleehof (Brunnau)
Kleehof ist eine Wüstung auf dem Gemeindegebiet des Marktes Allersberg im Landkreis Roth (Mittelfranken, Bayern).

## Lage
Die Einöde lag an einem linken Zufluss des Brunnbachs etwa einen halben Kilometer südlich von Guggenmühle.

## Geschichte
Von 1797 bis 1808 unterstand der Ort dem Justiz- und Kammeramt Roth. Im Rahmen des Gemeindeedikts (frühes 19. Jahrhundert) wurde Kleehof dem Steuerdistrikt Guggenmühle und der Ruralgemeinde Guggenmühle zugeordnet (1820 nach Brunnau umbenannt). 1899 wurden die Anwesen abgebrochen.

### Einwohnerentwicklung
| Jahr      | 001818 | 001836 | 001861 | 001871 | 001885 |
| Einwohner | 13     | 8      | 11     | 8      | 5      |
| Häuser    | 2      | 1      |        |        | 2      |
| Quelle    | [ 5 ]  | [ 6 ]  | [ 7 ]  | [ 8 ]  | [ 9 ]  |

## Religion
Kleehof war römisch-katholisch geprägt und nach Mariä Himmelfahrt (Allersberg) gepfarrt.